# Йоанис Йоргос
Йоанис Ангели Йоргос (на гръцки: Ιωάννης Αγγελή Γιώργος) е гръцки политик от Нова демокрация.

## Биография
Йоанис Йоргос е роден в 1959 година в халкидическата македонска паланка Йерисос. Завършва гръцка култура в Гръцкия отворен университет в Патра. Избиран е за депутат от Халкидики в 1996, 2000, 2004 и 2007 година. Избран е за депутат от Нова демокрация през май 2023 година и през юни 2023 година.